# Vlasto
Vlasto je moško osebno ime.

## Izvor imena
Ime Vlasto je različica ženskega osbnega imena Vlasta.

## Pogostost imena
Po podatkih Statističnega urada Republike Slovenije je bilo na dan 31. decembra 2007 v Sloveniji število moških oseb z imenom Vlasto: 15.

## Osebni praznik
Osebe z imenom Vlasto lahko godujejo takrat kot Vlaste.